# Schaub (efternamn)
Schaub är ett tyskt efternamn:
- Brendan (Peter) Schaub 1983- är en amerikansk mixed martial arts-utövare och professionell amerikansk fotbollsspelare
- Gérard Schaub 1931- är en schweizisk-svensk flöjtist
- Jenny Maria Schaub 1961- är en svensk abbedissa
- Julius Schaub 1898-1967, är en tysk apotekare och SS-Obergruppenführer
- Martin (Alexander) Schaub 1969-, är en svensk musiker, sångare, låtskrivare och arrangör.